# Дейтон (Огайо)
Дейтон (англ. Dayton) — місто на північному сході (англ. city) в США, в окрузі Монтгомері штату Огайо. Населення — 137 644 особи (2020), з м. Спрингфілд і загальними передмістями — 1073 тис. жителів. Міжнародний аеропорт. Машинобудування (зокрема автобудування, найбільше у світі виробництво касових апаратів). Старовинне виробництво авіатехніки, паперова, хімічна промисловість. Університети. Художній музей, музей природної історії, музей братів Райт, Міжнародний Маріанський інститут та бібліотека.
Побратимом Дейтона є, зокрема, столиця Боснії і Герцеговини — Сараєво. Саме в Дейтоні було офіційно покладено край Боснійській війні 1992–1995 років укладанням Дейтонської мирної угоди у листопаді 1995 року на військово-повітряній базі США Райт-Паттерсон, розташованій за 13 км на північний схід від міста.

## Географія
Дейтон розташований за координатами 39°46′39″ пн. ш. 84°11′59″ зх. д. / 39.77750° пн. ш. 84.19972° зх. д. (39.777394, -84.199632).  За даними Бюро перепису населення США в 2010 році місто мало площу 146,35 км², з яких 144,14 км² — суходіл та 2,21 км² — водойми.

### Клімат
| Клімат : Дейтон                                     | Клімат : Дейтон | Клімат : Дейтон | Клімат : Дейтон | Клімат : Дейтон | Клімат : Дейтон | Клімат : Дейтон | Клімат : Дейтон | Клімат : Дейтон | Клімат : Дейтон | Клімат : Дейтон | Клімат : Дейтон | Клімат : Дейтон | Клімат : Дейтон |
| Показник                                            | Січ.            | Лют.            | Бер.            | Квіт.           | Трав.           | Черв.           | Лип.            | Серп.           | Вер.            | Жовт.           | Лист.           | Груд.           | Рік             |
| Абсолютний максимум, °C                             | 23,9            | 24,4            | 30,6            | 32,2            | 36,7            | 38,9            | 42,2            | 39,4            | 38,9            | 34,4            | 26,1            | 22,2            | 42,2            |
| Середній максимум, °C                               | 1,5             | 3,8             | 9,8             | 16,6            | 21,9            | 26,8            | 28,8            | 28,1            | 24,4            | 17,7            | 10,6            | 3,4             | 16,2            |
| Середній мінімум, °C                                | −6,5            | −4,9            | −0,4            | 5,2             | 10,8            | 16,1            | 18,1            | 17,1            | 12,7            | 6,7             | 1,4             | −4,3            | 6,0             |
| Абсолютний мінімум, °C                              | −31,7           | −33,3           | −21,7           | −9,4            | −3,3            | 4,4             | 6,7             | 4,4             | −1,1            | −7,8            | −18,9           | −28,9           | −33,3           |
| Середня кількість сонячних годин на місяць          | 134,0           | 136,6           | 178,4           | 213,2           | 263,1           | 293,7           | 296,2           | 277,4           | 237,6           | 192,9           | 115,7           | 99,9            | 2438            |
| Норма опадів, мм                                    | 69              | 57              | 85              | 104             | 118             | 106             | 104             | 76              | 84              | 74              | 86              | 79              | 1043            |
| Днів з опадами                                      | 12,6            | 11,2            | 12,2            | 13,2            | 13,7            | 11,8            | 10,8            | 8,4             | 8,7             | 9,3             | 11,5            | 12,4            | 135,8           |
| Днів зі снігом                                      | 6,3             | 5,3             | 2,8             | 1,0             | 0               | 0               | 0               | 0               | 0               | 0,2             | 1,1             | 4,6             | 21,3            |
| Вологість повітря, %                                | 72.7            | 72.0            | 69.5            | 64.2            | 65.1            | 66.0            | 68.8            | 71.5            | 71.9            | 69.3            | 73.3            | 75.8            | 70.0            |
| --------------------------------------------------- | --------------- | --------------- | --------------- | --------------- | --------------- | --------------- | --------------- | --------------- | --------------- | --------------- | --------------- | --------------- | --------------- |
| Джерело: NOAA (relative humidity and sun 1961–1990) |                 |                 |                 |                 |                 |                 |                 |                 |                 |                 |                 |                 |                 |

## Демографія
Згідно з переписом 2010 року, у місті мешкало 141 527 осіб у 58 404 домогосподарствах у складі 31 064 родин. Густота населення становила 967 осіб/км².  Було 74065 помешкань (506/км²).
Расовий склад населення:
| - 51,7 % — білих - 42,9 % — чорних або афроамериканців - 0,9 % — азіатів - 0,3 % — корінних американців - 1,3 % — осіб інших рас |

До двох чи більше рас належало 2,9 %. Частка іспаномовних становила 3,0 % від усіх жителів.
За віковим діапазоном населення розподілялося таким чином: 22,9 % — особи молодші 18 років, 65,3 % — особи у віці 18—64 років, 11,8 % — особи у віці 65 років та старші. Медіана віку мешканця становила 34,4 року. На 100 осіб жіночої статі у місті припадало 95,0 чоловіків;  на 100 жінок у віці від 18 років та старших — 92,3 чоловіків також старших 18 років.
Середній дохід на одне домашнє господарство  становив 39 065 доларів США (медіана — 27 683), а середній дохід на одну сім'ю — 47 505 доларів (медіана — 35 141). Медіана доходів становила 36 286 доларів для чоловіків та 30 684 долари для жінок. За межею бідності перебувало 35,5 % осіб, у тому числі 53,0 % дітей у віці до 18 років та 14,6 % осіб у віці 65 років та старших.
Цивільне працевлаштоване населення становило 54 048 осіб. Основні галузі зайнятості: освіта, охорона здоров'я та соціальна допомога — 28,2 %, мистецтво, розваги та відпочинок — 12,8 %, виробництво — 12,4 %, роздрібна торгівля — 12,1 %.

## Транспорт
Дейтон є одним з п'яти міст Сполучених Штатів, де збереглася тролейбусна мережа: станом на 2018 рік у місті діяло 7 тролейбусних маршрутів.

## Відомі особистості
У поселенні народився:
- Дороті Ґіш (1898-1968) — американська акторка кіно;
- Мартін Шин (* 1940)  — американський актор, продюсер;
- Тімоті Снайдер (* 1969) - американський історик;
- Кейт Лорен (* 1981) — американська письменниця.